# Ezcároz
Ezcároz in castigliano e Ezkaroze in basco, è un comune spagnolo di 358 abitanti situato nella comunità autonoma della Navarra.